# Godkowo (plaats)
Godkowo (Duits: Göttchendorf) is een dorp in het Poolse woiwodschap Ermland-Mazurië, in het district Elbląski. De plaats maakt deel uit van de gemeente Godkowo en telt 260 inwoners.